# Fontaine de Mímir

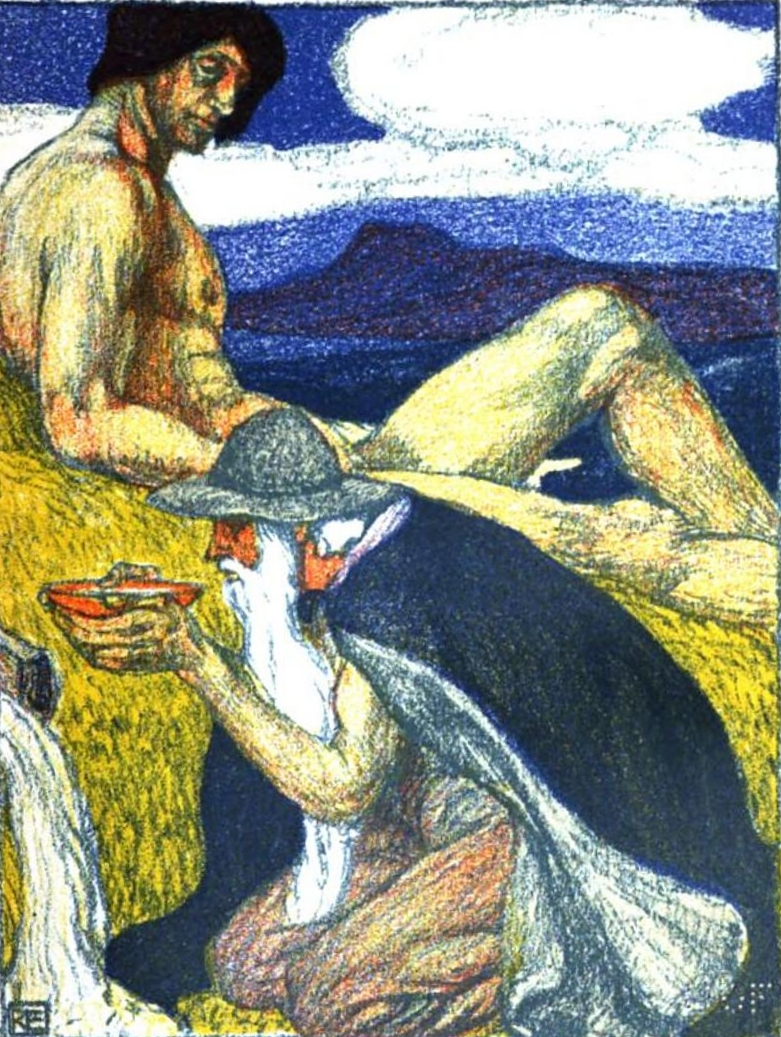
Odin boit à la fontaine de Mímir sous le regard de Mímir dans une œuvre de Robert Engels (1903).

Dans la mythologie nordique, Mimirsbrunn (« source de Mímir ») est la source qui recèle la sagesse et l'intelligence. Elle se trouve sous l'une des trois racines de l'arbre du monde Yggdrasil, plus précisément sous une racine qui passe dans les terres gelées de Jotunheim où le plan primordial de Ginnungagap existait autrefois. Odin, qui est le gardien de la source, en boit tous les matins car il est le dieu de la Sagesse. Il est écrit qu'Mímir a pu lui aussi en boire après avoir laissé l'un de ses yeux en sacrifice.

## Mentions

### Edda poétique

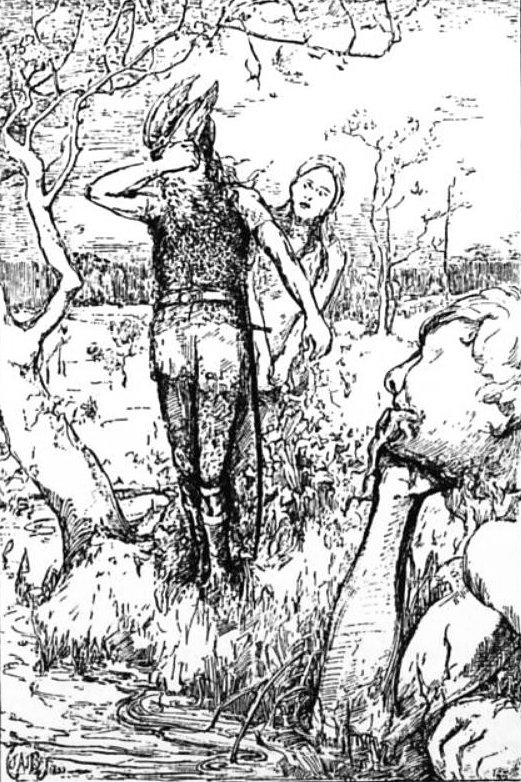
Odin à la source de Mimir (1893) par John Brindley.

Dans l'Edda poétique, Völuspá (la prophétie de la voyante), une völva raconte à Odin qu'elle sait qu'Odin a jadis placé un de ses yeux dans Mímisbrunnr en gage, et que Mímir boit au puits tous les matins :

| traduction de Benjamin Thorpe : " Que voulez-vous me demander ? Pourquoi me tentez-vous ? Odin ! Je sais tout, où votre œil a coulé dans le pur puits de Mim. " Mim boit de l'hydromel chaque matin depuis le serment de Valfather. | Traduction d'Henry Adams Bellows : Je sais où se cache l'œil d'Othin, Au fond du célèbre puits de Mimir ; De l'Hydromel de la promesse d'Othin chaque matin Mimir boit-il : en sauriez-vous encore plus ? |  |

La strophe ci-dessus est absente de la version du poème du manuscrit de Hauksbók. Ailleurs dans le poème, la völva mentionne un scénario impliquant l'audition ou le cor (selon la traduction du nom en vieux norrois hljóð - en gras à des fins d'illustration) du dieu Heimdallr:

| Traduction de Benjamin Thorpe : Elle sait que le cor de Heimdall est caché sous le saint arbre céleste. Une rivière elle voit couler, à la cascade mousseuse, de l'engagement de Valfather. Comprenez-vous encore, ou quoi ? | Traduction de Henry Adams Bellows : Je connais le cor de Heimdall, caché Sous le très haut arbre sacré ; De dessus coule du serment de Valfather Un flux puissant : Voudriez-vous en savoir encore plus ? | Traduction de Carolyne Larrington : Elle sait que l'ouïe de Heimdall est cachée sous l'arbre radieux et sacré ; elle voit, se déversant, le torrent boueux du pari du père des tués ; Est-ce que vous comprenez enfin, ou quoi de plus ? |

Paul Schach commente que les strophes de cette section de la Völuspá sont « toutes très mystérieuses et obscures, comme elles étaient peut-être censées l'être ». Schach détaille par ailleurs que "Heimdallar hljóð" a suscité beaucoup de spéculations. Snorri semble avoir confondu ce mot avec gjallarhorn (nom du cor de Heimdall), mais il n'y a par ailleurs aucune attestation de l'utilisation de hljóð dans le sens de " cor " en islandais. Divers érudits ont lu le mot comme " entendre " plutôt que " cor ".
Carolyne Larrington commente que si "entendre" plutôt que "cor" est compris comme apparaissant dans cette strophe, la strophe indique que Heimdall, comme Odin, a laissé une partie de son corps dans le puits : son oreille. Larrington dit que « Odin a échangé un de ses yeux contre la sagesse de Mimir, gardien du puits, tandis que Heimdall semble avoir perdu son oreille ».

### Edda en prose
Dans le chapitre 15 du livre l'Edda en prose, Gylfaginning (la mystification de Gylfi), la figure intronisée High parle à Gangleri (décrit comme le roi Gylfi déguisé) d'Yggdrasil. Il fournit des détails très précis comme le fait qu'Yggdrasil a trois racines. L'une de ces racines atteint l'endroit où l'espace primordial de Ginnungagap existait autrefois et où vivent maintenant les jötnar. High explique que sous cette racine se trouve Mímisbrunnr et que le puits contient " la sagesse et l'intelligence " ainsi que le fait que "le maître du puits s'appelle Mimir. Il est plein de savoir parce qu'il boit du puits par la corne Giallarhorn. Le Tout-père est allé là et a demandé un seul verre du puits, mais il n'en a pas eu jusqu'à ce qu'il ait placé son œil en gage." Après son explication, High cite la strophe impliquant Odin et le puits du Völuspá.

### Sources
- L’Edda (récits de mythologie nordique) par Snorri Sturluson.